# Spilosoma procera
Spilosoma procera là một loài bướm đêm thuộc phân họ Arctiinae, họ Erebidae.